# Arquidiocese de Trujillo
A Arquidiocese de Trujillo (Archidiœcesis Truxillensis) é uma circunscrição eclesiástica da Igreja Católica situada em Trujillo, Peru. Seu atual arcebispo é Gilberto Alfredo Vizcarra Mori, S.J.. Sua Sé é a Catedral Basílica Santa Maria de Trujillo.
Possui 75 paróquias servidas por 128 padres, contando com 1 678 221 habitantes, com 76% da população jurisdicionada batizada (1 275 448 batizados).

## História
A Diocese de Trujillo foi erigida em 15 de abril de 1577 pela bula Illius fulciti praesidio do Papa Gregório XIII, recebendo o território da Arquidiocese de Lima, da qual era sufragânea.
Em 28 de maio de 1803, cedeu uma parte de seu território para o benefício da ereção da diocese de Maynas (atual Diocese de Chachapoyas).
Em 5 de abril de 1908 e 29 de fevereiro de 1940, cedeu outras partes do território para o benefício da ereção, respectivamente, da Diocese de Cajamarca e da Diocese de Piura (hoje uma arquidiocese).
Em 23 de maio de 1943 foi elevada à arquidiocese metropolitana pela bula Inter præcipuas do Papa Pio XII.
Em 17 de dezembro de 1956 e em 4 de dezembro de 1961 cedeu outras partes de seu território para a ereção, respectivamente, da Diocese de Chiclayo e da Prelazia Territorial de Huamachuco.
Recebeu a visita pastoral do Papa João Paulo II em 1985 e do Papa Francisco em 2018.

## Prelados
|                   | Nome                                             | Período     | Notas                                  |
| Arcebispos        | Arcebispos                                       | Arcebispos  | Arcebispos                             |
| ----------------- | ------------------------------------------------ | ----------- | -------------------------------------- |
| 7º                | Gilberto Alfredo Vizcarra Mori, S.J.             | 2025-       | Atual                                  |
| 6º                | Héctor Miguel Cabrejos Vidarte, O.F.M.           | 1999-2025   |                                        |
| 5º                | Manuel Prado Pérez-Rosas, S.J. †                 | 1976 - 1999 |                                        |
| 4º                | Carlos María Jurgens Byrne, C.SS.R. †            | 1965 - 1976 |                                        |
| 3º                | Federico Pérez Silva, C.M. †                     | 1957 - 1965 |                                        |
| 2º                | Aurelio Macedonio Guerriero †                    | 1946 - 1957 |                                        |
| 1º                | Juan Gualberto Guevara †                         | 1943 - 1945 | Nomeado Arcebispo de Lima              |
| Bispos-auxiliares |                                                  |             |                                        |
|                   | Francisco Castro Lalupú                          | 2020-atual  |                                        |
|                   | Timoteo Solórzano Rojas, MSC                     | 2018-atual  |                                        |
|                   | José Javier Travieso Martín, CMF                 | 2009-2014   | Nomeado Bispo de San José del Amazonas |
|                   | Luis Baldo Riva , C.SS.R.                        | 1969-1977   | Nomeado Bispo de Chuquibamba           |
|                   | Alfonso Zaplana Bellizza                         | 1952-1957   | Nomeado Bispo de Tacna                 |
|                   | José Higinio Madalengoitia y Sanz de Zárate      | 1839-1845   | Elevado a Bispo                        |
| Bispos            |                                                  |             |                                        |
| 42º               | Juan Gualberto Guevara †                         | 1940 - 1943 |                                        |
| 41º               | Carlos García Irigoyen †                         | 1910 - 1937 |                                        |
| 40º               | Manuel José Medina y Bañón †                     | 1889 - 1907 |                                        |
| 39º               | José Domingo Armestar †                          | 1874 - 1881 |                                        |
| 38º               | Francisco Orueta y Castrillón †                  | 1859 - 1873 | Nomeado Arcebispo de Lima              |
| 37º               | Agustín Guillermo Charún †                       | 1853 - 1857 |                                        |
| 36º               | José Higinio de Madalengoitia y Sanz de Zárate † | 1846 - 1848 |                                        |
| 35º               | Tomás Diéguez y Florencia †                      | 1835 - 1845 |                                        |
| 34º               | José Carrión y Marfil †                          | 1798 - 1825 | [ 5 ]                                  |
| 33º               | Blas Sobrino y Minayo †                          | 1794 - 1796 |                                        |
| 32º               | José Andrés de Achurra y Núñez del Arco †        | 1788 - 1792 |                                        |
| 31º               | Baltazar Jaime Martínez de Compañón †            | 1778 - 1788 | Nomeado Arcebispo de Bogotá            |
| 30º               | Francisco Javier de Luna Victoria y Castro †     | 1758 - 1777 |                                        |
| 29º               | Cayetano Marcellano y Agramont †                 | 1757 - 1758 | Nomeado Arcebispo de Sucre             |
| 28º               | Bernardo de Arbiza y Ugarte †                    | 1751 - 1756 |                                        |
| 27º               | José Cayetano Paravicino, O.F.M. †               | 1747 - 1750 |                                        |
| 26º               | Gregorio de Molleda Clerque †                    | 1740 - 1747 | Nomeado Arcebispo de Sucre             |
| 25º               | Jaime de Mimbela, O.P. †                         | 1720 - 1739 |                                        |
| 24º               | Diego Montero del Águila †                       | 1715 - 1718 |                                        |
| 23º               | Juan Victores de Velasco, O.S.B. †               | 1707 - 1713 |                                        |
| 22º               | Pedro Díaz de Cienfuegos †                       | 1696 - 1702 |                                        |
| 21º               | Pedro de la Serena, O.S.H. †                     | 1693 - 1695 | (bispo eleito)                         |
| 20º               | Juan de Bustamante †                             | 1693        | (bispo eleito)                         |
| 19º               | Francisco de Borja †                             | 1679 - 1689 |                                        |
| 18º               | Antonio de León y Becerra †                      | 1676 - 1677 | Nomeado Bispo de Arequipa              |
| 17º               | Álvaro de Ibarra †                               | 1674 - 1675 | (bispo eleito)                         |
| 16º               | Juan de la Calle y Heredia, O. de M. †           | 1661 - 1674 | Nomeado Bispo de Arequipa              |
| 15º               | Francisco de Godoy †                             | 1659        | (bispo eleito)                         |
| 14º               | Diego del Castillo y Artigas †                   | 1654 - 1658 | (bispo eleito)                         |
| 13º               | Andrés García de Zurita †                        | 1650 - 1652 |                                        |
| 12º               | Marcos Salmerón †                                | 1647 - 1648 | (bispo eleito)                         |
| 11º               | Pedro Ortega Sotomayor †                         | 1645 - 1647 | Nomeado Bispo de Arequipa              |
| 10º               | Juan Sánchez Duque de Estrada †                  | 1641 - 1643 |                                        |
| 9º                | Luis Córdoba Ronquillo, O.SS.T. †                | 1640        | (bispo eleito)                         |
| 8º                | Diego Montoya Mendoza †                          | 1637 - 1640 |                                        |
| 7º                | Ambrosio Vallejo Mejía, O.Carm. †                | 1631 - 1635 |                                        |
| 6º                | Carlos Marcelo Corni Velázquez †                 | 1620 - 1630 |                                        |
| 5º                | Francisco Díaz de Cabrera y Córdoba, O.P. †      | 1614 - 1620 |                                        |
| 4º                | Juan de la Cabeza, O.P. †                        | 1614        | (bispo eleito)                         |
| 3º                | Luís Jerónimo de Cárcamo †                       | 1611        | (bispo eleito)                         |
| 2º                | Francisco de Obando, O.F.M. †                    | 1611 - ?    | (bispo eleito)                         |
| 1º                | Alonso Guzmán y Talavera, O.S.H. †               | 1577 - ?    |                                        |